# Kiebitzgrund
Kiebitzgrund war eine kurzlebige Gemeinde im osthessischen Landkreis Hünfeld. Heute gehört ihr ehemaliges Gebiet zur Gemeinde Burghaun im Landkreis Fulda.

## Geschichte
Am 1. Oktober 1971 wurden im Zuge der Gebietsreform in Hessen die bis dahin selbständigen Gemeinden Großenmoor, Hechelmannskirchen, Langenschwarz und Schlotzau aufgelöst und zur neuen Gemeinde Kiebitzgrund zusammengefasst.
Bereits am 1. August 1972 wurde die Gemeinde Kiebitzgrund mit dem abschließenden regionalen Neugliederungsgesetz zur Gebietsreform aufgelöst und in die Gemeinde Burghaun eingegliedert.
Für alle ehemals eigenständigen Gemeinden sowie für die Kerngemeinde wurden Ortsbezirke mit Ortsbeirat und Ortsvorsteher nach der Hessischen Gemeindeordnung gebildet.